# Agnieszka Mnich

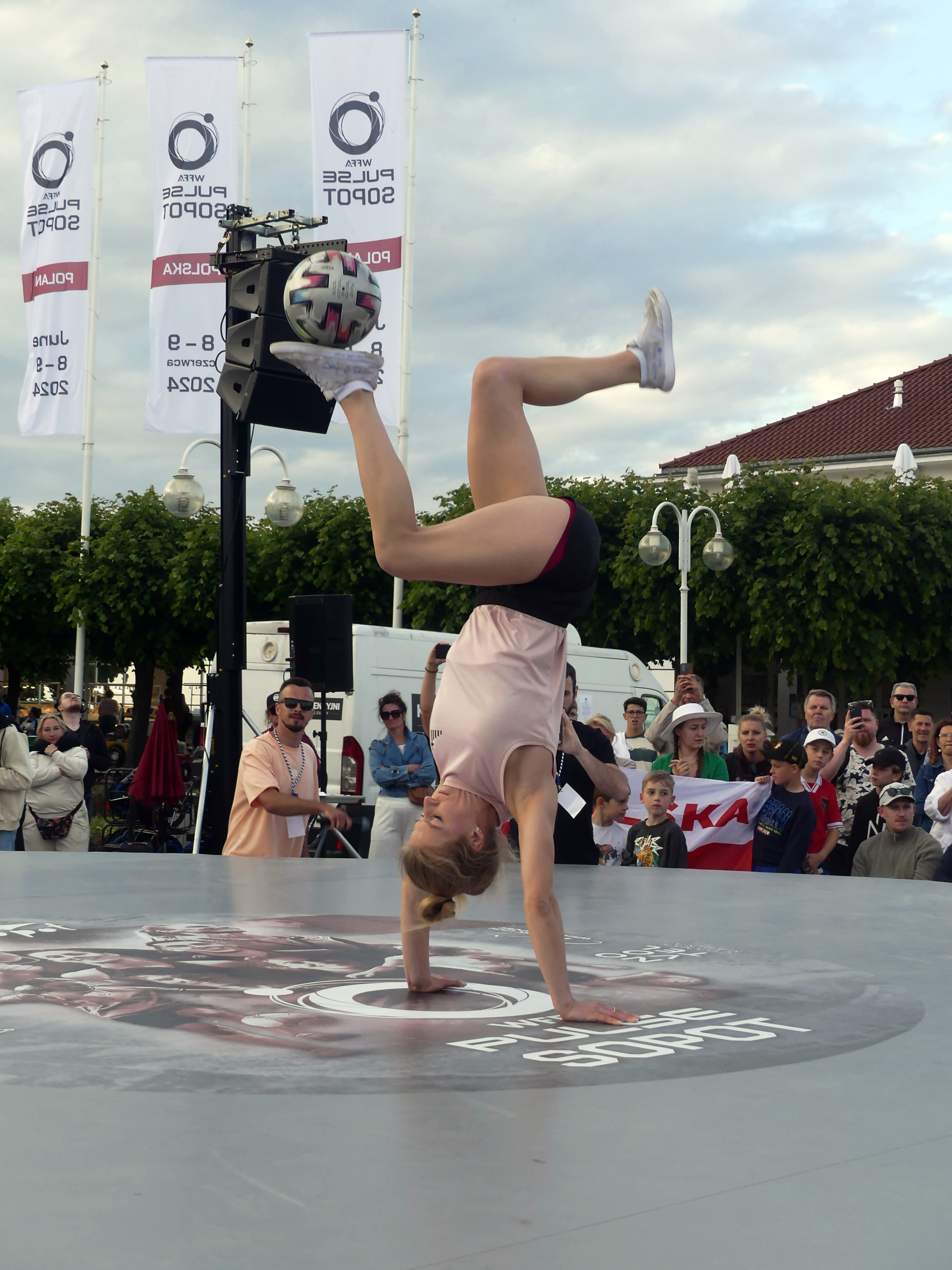
„Aguśka” Agnieszka Mnich, WFFA Pulse Sopot 2024

Agnieszka Mnich ps. „Aguśka” (ur. 20 września 1995) – polska zawodniczka freestyle footballu, mistrzyni Europy z 2024, sześciokrotnie została mistrzynią świata.

## Kariera
Agnieszka Mnich pochodzi z Boguchwały, tam też zaczęła grać w piłkę siatkową, później w piłkę nożną w kobiecej drużynie jednak z czasem zafascynowała się freestylem footbolem. Od 2013 roku rozpoczęła ćwiczyć elementy piłkarskich tricków, doskonalić swoją technikę. Prawdopodobnie, wzięła udział w zawodach sportowych we freestyle footbolu po raz pierwszy 18 sierpnia 2015 w Mistrzostwach Polski Kobiet Freestyle Footballu w Zamościu gdzie zdobyła 2. miejsce. W tym samym roku w grudniu wystartowała w czasie otwartych mistrzostw Polski we Freestyle Footballu w Bytomiu, gdzie zdobyła pierwsze miejsce. W 2016 wystartowała w zawodach freestyle footballu pod nazwą „Red Bull Street Style”, były to zawody w randze mistrzostw świata w Londynie. Polki, Kalina Matysiak i Agnieszka Mnich dotarły do półfinału, Agnieszka Mnich zdobyła drugie miejsce a trzecie Kalina Matysiak.
W czerwcu 2021 Agnieszka Mnich i Patrick Baeurer (zawodnik Freestyle Footballu) ustanowili rekord w odbijaniu piłki nożnej z karku na kark przez dwie osoby, rekord został zarejestrowany w Księdze Rekordów Guinnessa.
Wraz z Patrickiem Baeurerem wystąpiła w programie Mam talent w 2021. Podczas zawodów Red Bull Street Style 2022 w Pula w Chorwacji, Tristan Gac z Francji i Agnieszka Mnich zostali zwycięzcami pierwszej w historii nagrody publiczności People's Choice Award.
Agnieszka Mnich została zaproszona do Kataru na ceremonię losowania grup na Mistrzostwa Świata w Piłce Nożnej 2022. W czasie ceremonii Agnieszka Mnich wystąpiła z pokazem tricków piłkarskich z układami akrobatyki sportowej stosowanych we Freestyle Footballu. W 2024 podczas Mistrzostwa Europy we Freestyle Footballu (WFFA Pulse Sopot 2024) odbywających się w Sopocie, Agnieszka Mnich zdobyła 1. miejsce i zdobyła tytuł mistrzyni europy, zakwalifikowała się do eliminacji mistrzostw świata we Freestyle Footballu w 2024. W listopadzie 2024 w czasie Mistrzostw Świata (World Freestyle Football Championship) w Turynie zajęła pierwsze miejsce i została mistrzynią świata w kategorii kobiet.
Agnieszka Mnich od kilku lat znajduje się w czołówce zawodników freestyle footbalu, w rankingu Światowego Związku Piłki Nożnej Freestyle (ang. World Freestyle Football Association (WFFA) w 2024 znalazła się na 1. miejscu w kategorii kobiet (stan 06.11.2024).

## Osiągnięcia sportowe
Źródło informacji

### Mistrzostwa Europy
- 2024 – WFFA Pulse Sopot 2024 (Sopot - Polska) - 1. miejsce

### Mistrzostwa Świata Red Bull Street Style
- 2016 (Londyn, Wielka Brytania) – 2. miejsce
- 2018 (Warszawa, Polska) – 1. miejsce
- 2019 (Miami, USA) – 1. miejsce
- 2020 (on line) – 2. miejsce
- 2021 (Walencja, Hiszpania) – 2. miejsce
- 2022 (Pula, Chorwacja) – 2. miejsce
- 2023 (Bruksela, Belgia) – 2. miejsce

### Mistrzostwa Świata Super Bull
- 2016 (Liberec, Czechy) – 1. miejsce
- 2018 (Praga, Czechy) – 2. miejsce
- 2019 (Walencja, Hiszpania) – 1. miejsce
- 2021 (Praga, Czechy) – 1. miejsce

### Mistrzostwa Świata Freestyle Football
- 2023 (Nairobi, Kenia) – 1. miejsce
- 2024 (Turyn, Włochy) – 1. miejsce[9]